# Turn On the Night
«Turn on the Night» — песня группы Kiss с их студийного альбома 1987 года Crazy Nights. Также была издана отдельным синглом (это был третий и последний сингл с того альбома).

## История создания
Была написана Полом Стэнли и Дайан Уоррен. По ее словам, она не писала в то время много хороших песен, но Стэнли доверял ей. Стэнли же отмечает что именно Уоррен придумала название и приняла самое активное участие в её написании.

## Музыкальный клип
Клип на песню снял американский режиссер Марти Коллнер. Съемки прошли 27 января 1988 года, в городе Вустер, штат Массачусетс.

## Чарты
| Чарт (1988)                       | Наив. поз. |
| --------------------------------- | ---------- |
| Великобритания (UK Singles Chart) | 41         |